# Ед Гіллеспі
Едвард Волтер «Ед» Гіллеспі (англ. Edward Walter "Ed" Gillespie; нар. 1 серпня 1961, Маунт-Голлі, Нью-Джерсі) — американський політичний стратег з Республіканської партії, очолював Республіканський національний комітет з 2003 по 2005 рр. і Республіканську партію штату Вірджинія з 2006 по 2007 рр. Гіллеспі був радником президента Джорджа Буша з 2007 по 2009 рр. Разом з демократом Джеком Квінном він заснував Quinn Gillespie & Associates, двопартійну лобістську фірму. Гіллеспі також є засновником Ed Gillespie Strategies, стратегічної консалтингової фірми, яка надає консультації на високому рівні для компаній і керівників компаній, коаліцій і торгових асоціацій. У 2014 р. він був кандидатом до Сенату США від Вірджинії. У жовтні 2015 р. Гіллеспі оголосив про свій намір балотуватися на посаду губернатора штату Вірджинія у 2017 р.
Гіллеспі входив до складу ради піклувальників своєї альма-матер, Католицького університету Америки.